# Grêmio Esportivo Olímpico
Grêmio Esportivo Olímpico, ou somente Olímpico, é um clube esportivo sediado em Blumenau, Santa Catarina, Brasil.
Nascido em 1919 com o nome de Sociedade Desportiva Blumenauense, este clube fundado por imigrantes alemães mudou sua denominação em 1949 para Grêmio Esportivo Olímpico. Acabou por desativar seu futebol profissional na década de 70, continuando como um clube. Suas cores oficiais são o grená e o branco.
Parte significativa dos tempos áureos do futebol na cidade, foi o mais bem sucedido, ganhando dois estaduais da Primeira Divisão. É considerado um clube clássico.

## Títulos
| ESTADUAIS  | ESTADUAIS               | ESTADUAIS  | ESTADUAIS  |
|            | Competição              | Títulos    | Temporadas |
|            | Campeonato Catarinense  | 2          | 1949, 1964 |
| MUNICIPAIS | MUNICIPAIS              | MUNICIPAIS | MUNICIPAIS |
|            | Competição              | Títulos    | Temporadas |
|            | Campeonato Blumenauense | 2          | 1943, 1961 |
| ---------- | ----------------------- | ---------- | ---------- |